# 喬丹·萊登
喬丹·萊登（英語：Jordan Lyden；1996年1月30日—）是一位澳大利亞職業足球選手，在場上的位置是防守型中場。他出生在伯斯，2012年開始效力於阿士東維拉，並且在2016年首次在職業聯賽中出場。他自2013年開始得到澳大利亞國青隊徵兆，現在也代表澳大利亞U20國家隊參賽。

## 外部連結
- Jordan Lyden profile AVFC.co.uk
- Soccerway資料庫：喬丹·萊登